# Уру (язык)
Язык уру или урукилья — язык семьи уру-чипайя, на котором изначально говорил народ уру, обитавший ещё в доинкские времена на островах озера Титикака и на побережье реки Десагуадеро. Находится на грани вымирания. 
В 2000 году на языке говорило всего 2 человека из нескольких десятков членов племени, проживавших в провинции Ингави департамента Ла-Пас (Боливия), для которых основным языком является испанский. Язык уру является ближайшим родственником языка чипайя.

## Числительные
- 1 ši
- 2 piske
- 3 čep
- 4 pácpic
- 5 paanucu
- 6 pacchui
- 7 tohoro
- 8 cohonco
- 9 sankau
- 10 kalo